# Phyllanthus tenuipedicellatus
Phyllanthus tenuipedicellatus är en emblikaväxtart som beskrevs av Maurice Schmid. Phyllanthus tenuipedicellatus ingår i släktet Phyllanthus och familjen emblikaväxter.
Artens utbredningsområde är Nya Kaledonien.

## Underarter
Arten delas in i följande underarter:
- P. t. kaloueholaensis
- P. t. tenuipedicellatus
- P. t. tontoutaensis